# Thato Kebue
Thato Kebue (ur. 29 maja 1997 w Palapye) – botswański piłkarz grający na pozycji lewego obrońcy. Od 2022 jest zawodnikiem klubu Orapa United FC.

## Kariera klubowa
Kebue jest wychowankiem klubu południowoafrykańskiego klubu Mamelodi Sundowns FC, jednak w pierwszej drużynie w sezonie 2014/2015 nie rozegrał żadnego meczu. W 2015 roku przeszedł do Motlakase Power Dynamos, w którym spędził rok. W 2016 roku został piłkarzem klubu Mochudi Centre Chiefs SC. Na początku 2018 roku został zawodnikiem Jwaneng Galaxy FC. W sezonach 2017/2018 i 2018/2019 został z nim wicemistrzem, a w sezonie 2019/2020 - mistrzem Botswany. W 2020 roku trafił do Gaborone United, z którym w sezonie 2021/2022 został mistrzem kraju. W 2022 przeszedł do Orapa United FC.

## Kariera reprezentacyjna
W reprezentacji Botswany Kebue zadebiutował 14 stycznia 2015 roku w przegranym 0:2 towarzyskim meczu z Burkiną Faso, rozegranym w Mbombeli.